# Володимирівка (Уманський район)
Володимирівка — селище в Україні, у Монастирищенській міській громаді Уманського району Черкаської області. Розташоване на правому березі річки Одая (притока Конели) за 14 км на південний схід від міста Монастирище. Населення становить 69 осіб.

## Галерея

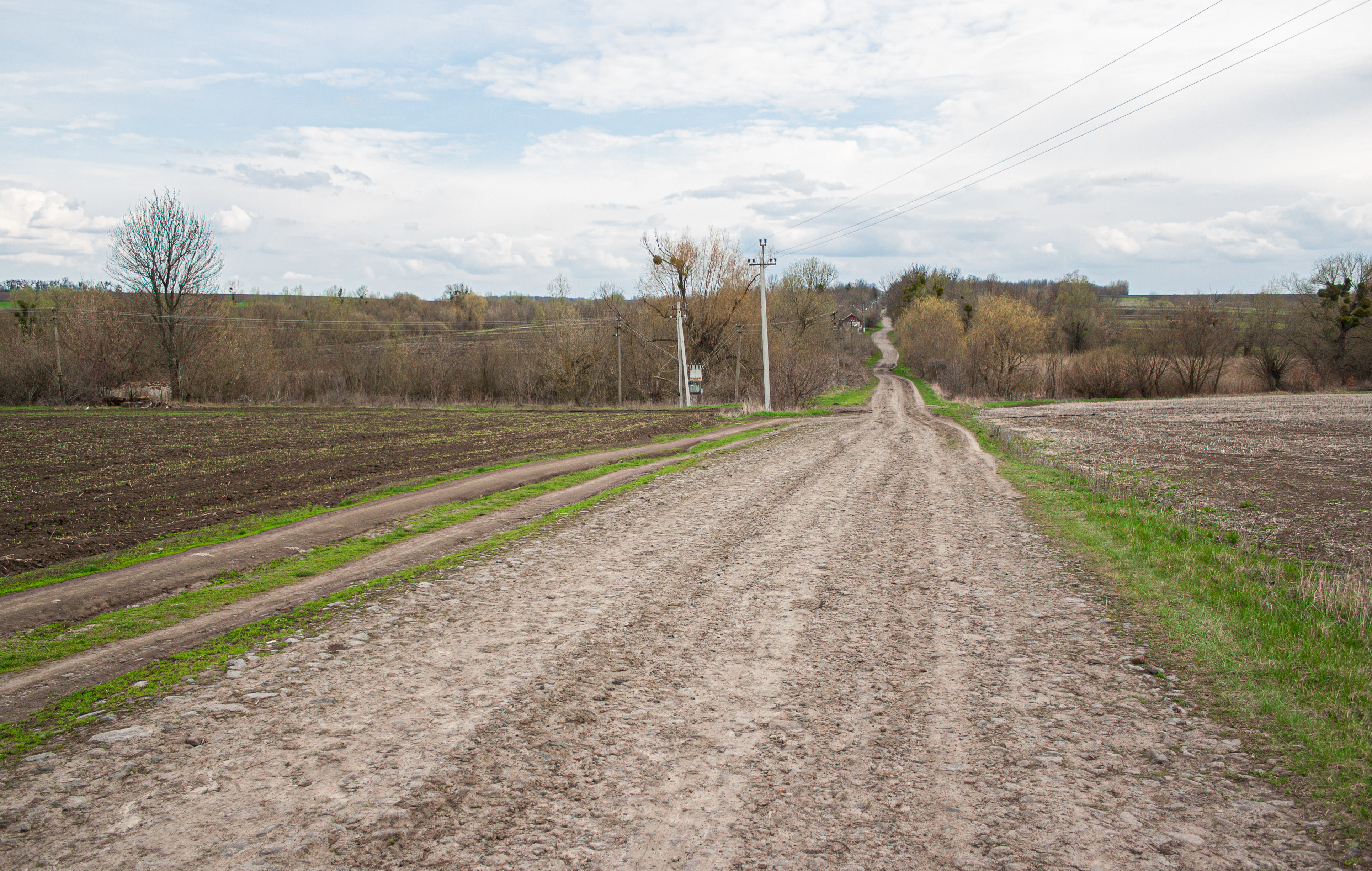
В'їзд у село
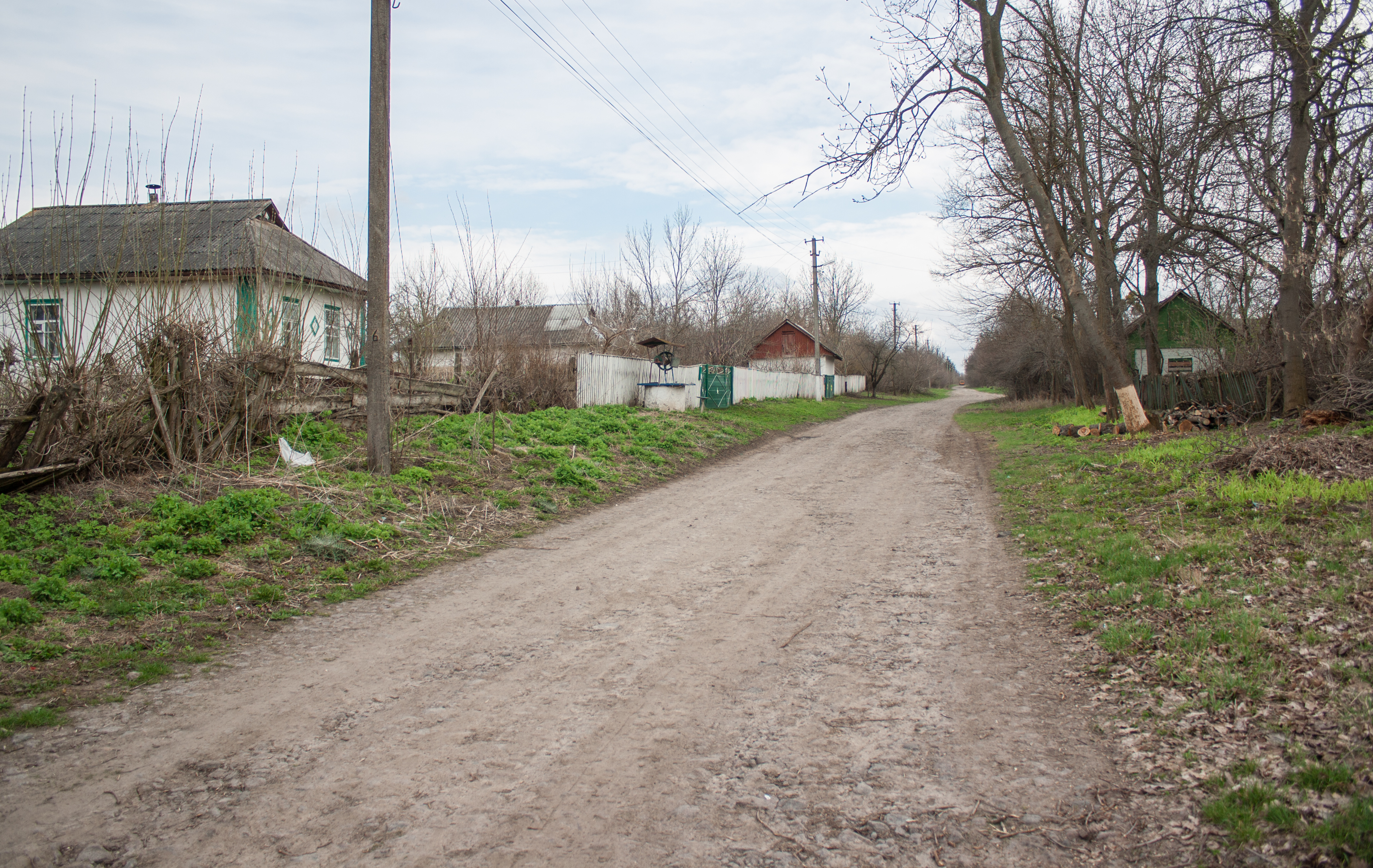
Головна вулиця
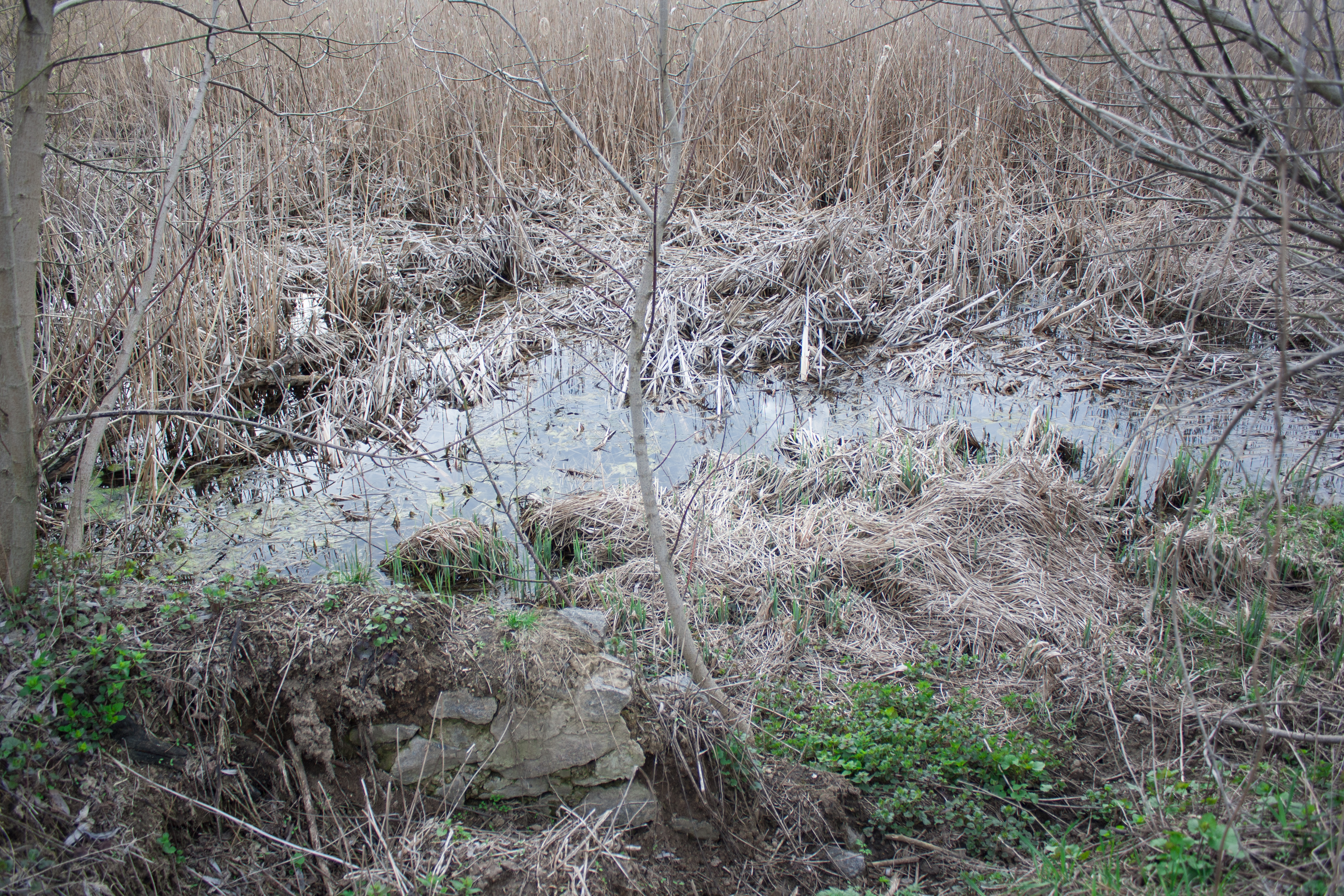
Річка Одая при в'їзді у село